# Инквизиция
Светата инквизиция, или както е по-широко известна, Инквизицията, (от лат. Inquisition – „следствие“, „разследване“) е съществувало в миналото учреждение на Католическата църква. Исторически съществуват три основни проявни и регионални форми на инквизицията – испанска, португалска и римска.
Първоначалната идея за инквизиторските съдилища принадлежи на византийското духовенство, провеждащо преследвания срещу местните еретически движения. Въведена е в западната църква от папа Луций III с указ декретна папска була в края 12 век по време на Синода във Верона през 1184 г. Епископалната инквизиция на Луций е създадена като разсредоточена институция, пряко подчинена на папата. Задачата ѝ е да разследва и, в случай на доказана виновност, да осъжда случаите на ерес. Инквизицията като самостоятелно учреждение със свой административен апарат е учредена от папа Инокентий III през 1204 г. по време на походите срещу албигойците (Албигойски кръстоносен поход), като с нейното създаване са натоварени доминиканците. След 1230 г. Инокентий III поставя инквизиторите под свое пряко управление. Поради тази хронология, най-ранният период на Инквизицията на християнската църква се нарича Средновековна инквизиция, разделена на епископална и папска. По-късно във всяко самостоятелно кралство възникват структури на Инквизицията, които също отговарят единствено пред Римския епископ.
Правната процедура се основава на римското право, установено през 1 век. По-късно папа Григорий IX установява в много европейски страни т.нар. „Трибунали на вярата“, които са имали за задача да разкриват, разследват и осъждат еретиците (по смисъла на Луциевата була Inquisitio Haereticae Pravitatis). Папата предава делото на Инквизицията най-вече в ръцете на монасите от Ордена на доминиканците. За своята преданост към папския престол и за борбата си с ереста основателят на ордена – Доминик де Гусман е обявен за светец. Известни са и други крайни последователи на Инквизицията, като инквизиторът Бернардо Гуи, който всявал ужас в много страни из цяла Европа.
Инквизицията е бил независим от гражданските съдилища съд, а инквизиторите били назначавани от папата и са били отговорни единствено пред него. Съдопроизводството се водило тайно, като се използвали мъчения. Често осъдените са понасяли публично изгаряне на клада – т.нар. акт на вярата - аутодафе. Думата „инквизиция“ е придобила значение на мъчение, а думата „трибунал“ – на обществен съд.
В Испания Инквизицията става и кралско учреждение през 1480 г. Обвързването на държавната и религиозната власт става по времето на обединителите на Испания - така наречени католически крале - Фердинанд и Изабела. През първите 18 години от въвеждането ѝ са изгорени на клада над 10 хиляди души (от население над 5 милиона), в т.ч. еретици, евреи и мюсюлмани, приели мнимо християнството, в резултат на специално проведени с тази цел кампании, и придобили известност с наименованията марани и мориски. Активна дейност това учреждение развива до 1808 г., като през този период само в Мадрид са изгорени около 32 хиляди осъдени, а други 300 хиляди са понесли други тежки наказания. Последното изгаряне на клада в Испания става през 1826 г., а през 1834 г. Инквизицията там е отменена в класическия си вид. Междувременно става част от обществения живот на испанските колонии, включително на териториите й в Европа и Азия, а също и на тясно свързаната с Испания Португалия и особено - на владенията на нейната колониална империя. В повечето страни на Западна Европа, а отчасти - и в Източна - се създават сходни структури, понякога служещи за целите на църквата, а друг път - на държавните власти. Развитието на Инквизицията засяга съответно и техните колониални разклонения. Особено зловещи измерения тя взема в Италия, която освен център на католическата църква и на ренесансовата култура, става и център на преследванията срещу всяко инакомислие.
С годините дейността и предметът на преследване на Трибуналите се променя. Ако през 13 – 15 век тя е насочена към ереста като антидържавно явление и срещу различни икономически и политически противници, то през периода на Ренесанса преследва въобще еретичната мисъл и прогресивната мисъл. Важен елемент от дейността на Инквизицията е и така нареченият лов на вещици. През 16 – 17 век Инквизицията е едно от средствата на Контрареформацията.
През 17 век тя е отменена в протестантските държави, а през 18 и 19 век – и в останалите европейски страни и в Америка, но създадените "традиции" се запазват. 
През 20 век делата на Инквизицията преминават към една от конгрегациите на Римската курия – „Конгрегация за учението на вярата“.
В началото на новото хилядолетие папа Йоан Павел II поднася официално извиненията на Римокатолическата църква за извършените в миналото несправедливо изтезания и за неправомерно погубените животи през периода на Инквизицията.